# IEEE 1541-2002
IEEE 1541—2002 — стандарт Института инженеров электротехники и электроники (IEEE), содержащий рекомендации по применению двоичных приставок единиц измерения в области цифровой и вычислительной техники. Стандарт IEEE 1541–2002 является устаревшим и заменен на IEEE 1541–2021.

## Двоичные приставки
В этой области широкое распространение получила двоичная система счисления и двоичные приставки, основанные на степени двойки. Например, {\displaystyle 1k=2^{10},1M=2^{20}} и т. д.
Однако такая система противоречит СИ, которая использует десятичные приставки, основанные на степени десяти: {\displaystyle 1k=10^{3},1M=10^{6}} и т. д.
Раньше это противоречие не было существенной проблемой. Число {\displaystyle 2^{10}=1024} достаточно близко к тысяче, и при объемах памяти, исчислявшихся кило- и мегабайтами, ошибка была незначительной.
Однако, когда память стала исчисляться гигабайтами, ошибка стала значительной и заметной. В частности, разница между «двоичным» и «десятичным» килобайтом 2,4 %, в то время как между двоичным и десятичным гигабайтом — уже более 7 %.
Кроме того, двоичные приставки были стандартом де-факто, а официальных стандартов регламентирующих эту область не существовало.
В марте 1999 года Международная электротехническая комиссия ввела новый стандарт МЭК 60027-2, в котором описано именование двоичных чисел. Приставки МЭК схожи с СИ: они начинаются на те же слоги, но второй слог у всех двоичных приставок — би (binary — «двоичный», англ.). То есть килобит становился кибибитом, мегабит — мебибитом, и т. д.
Стандарт 1541—2002 вводит аналогичные понятия.
Утвержден IEEE в 2008 г.

## Рекомендации стандарта
Стандарт устанавливает:
- единицы измерения количества информации в цифровой и вычислительной технике:
  - бит (bit) (символ 'b'), двоичный знак;
  - байт (byte) (символ 'B'), набор битов (их количество не обязательно равно восьми), обрабатываемых совместно;
  - октет (octet) (символ 'o'), набор из восьми битов;
- двоичные приставки для вышеупомянутых единиц:
  - киби (kibi) (символ 'Ki'), 210 = 1024;
  - меби (mebi) (символ 'Mi'), 220 = 1048576;
  - гиби (gibi) (символ 'Gi'), 230 = 1073741824;
  - теби (tebi) (символ 'Ti'), 240 = 1099511627776;
  - пеби (pebi) (символ 'Pi'), 250 = 1125899906842624;
  - эксби (exbi) (символ 'Ei'), 260 = 1152921504606846976;
- что первая часть двоичной приставки произносится аналогично приставке СИ, а вторая часть — как -би;
- что приставки СИ не используются в качестве двоичных приставок.

Отметим, что приставка киби- начинается с большой буквы 'K', в то время как соответствующая ей приставка СИ начинается с маленькой 'k'.
IEEE 1541 похож на стандарт МЭК 60027-2, за исключением того, что МЭК рекомендует использовать для обозначения бита слово 'bit'.

## Применение стандарта
Несмотря на то, что стандарт окончательно принят, его внедрение происходит довольно медленно. Цифровое сообщество уже привыкло к приставкам СИ, и даже новые операционные системы и приложения все ещё продолжают их использовать.